# Keispelt
Keispelt (en luxemburgués: Keespelt) és una vila de la comuna de Kehlen del districte de Luxemburg al cantó de Capellen. Està a uns 10,2 km de distància de la Ciutat de Luxemburg.